# Internationale Cricket-Saison 1881/82
Die internationale Cricket-Saison 1881/82 fand zwischen November 1881 und März 1882 statt. Als Wintersaison wurden vorwiegend Heimspiele der Mannschaften aus Südasien, der Karibik und Ozeanien ausgetragen.

## Überblick

### Internationale Touren
| Beginn            | Heimteam   | Auswärtsteam | Resultate | Artikel |
| Beginn            | Heimteam   | Auswärtsteam | Test      | Artikel |
| ----------------- | ---------- | ------------ | --------- | ------- |
| 31. Dezember 1881 | Australien | England      | 2–0 [4]   | Artikel |